# Miklósy Gábor
Miklósy Gábor (Máramarossziget, 1871. június 27. – Kiskunfélegyháza, 1925. október 30.) magyar színész, színigazgató.

## Csadlája
Édesapja Miklósy Gyula, testvérei Miklósy Aladár, Miklósy Ilona és Miklóssy Margit, unokaöccse Miklósy György.

## Élete
Pályafutása 1874-ben indult, édesapja, Miklósy Gyula társulatában játszott mint gyermekszereplő. 1887 és 1889 között Marosvásárhelyen lépett fel, megfordult több vidéki társulatban is. 1894 és 1919 között társulatával számos kisebb helyen tartottak előadásokat. Színigazgató volt Kispesten (1910-1925), Gyöngyösön (1925), Balassagyarmaton és alföldi városokban is. A közönség főként prózai művek és operettek jellemszerepeiben láthatta. 1914. január havában Békéscsabán megülte 25 éves színészi jubileumát, az Aranyember Krisztyán Tódor szerepében. 35 éves jubileuma Kispesten volt, 1924. augusztus havában, ahol 17 éven át játszott jól összetanult társulatával.
Első neje Pósa (Erdélyi) Kornélia, színésznő, aki 1871. október 15-én született Kolozsvárott. Színpadra lépett 1891-ben, Polgár Károlynál, meghalt 1916. december 6-án, Kiskunfélegyházán. 1921. február 6-án feleségül vette Garami Jolánt.

## Fontosabb szerepei
- Biberách (Katona József: Bánk bán)
- Krisztyán Tódor (Jókai Mór: Az aranyember)
- Rettegi Fridolin (Schönthan: A szabin nők elrablása)
- Zsiga (Szigligeti Ede: A cigány)
- Gonosz Pista (Tóth E.: A falu rossza)